# Anneli Aarika-Szrok
Eini Anneli Aarika-Szrok, geborene Eili Anneli Fagerholm (* 18. Oktober 1924 in Helsinki; † 2004) war eine finnische Sängerin in der Stimmlage Alt, Gesangspädagogin und Funktionärin.

## Leben
Anneli Aarika-Szroks Vater Einar war Vertreter, ihre Mutter Inkeri Sozialinspektorin. Seit 1944 war sie Mitglied der Kommunistischen Partei Finnlands und Pääsihteeri [Generalsekretärin] der Suomen Demokraattinen Nuorisoliitto SDNL [Finnische Demokratische Jugendgruppe], einer linken Jugendorganisation. Nach ihrer Schulzeit in Helsinki studierte sie von 1944 bis 1949 Gesang an der Sibelius-Akademie. 1949 ging sie nach Ungarn und studierte dort bis 1952 Gesang an der Franz-Liszt-Musikakademie in Budapest. 1954 gewann sie den ersten Preis des Internationalen Musikfestivals „Prager Frühling“. Sie war Solistin und sang an der Ungarischen Staatsoper in der Premiere der Oper Das Abenteuer von Huszt von Pál Kadosa. Bekannte Partien waren Ulrica in Un ballo di maschera und Marfa in Chowantschina. 1961 kehrte sie nach Finnland zurück. Sie war bei der Stadt Helsinki beschäftigt und wurde Geschäftsführerin der Gesellschaft der finnisch-ungarischen Freundschaft und Mitglied des Vorstands des Vereins der Freundschaft zwischen Finnland und der Sowjetunion SNS. Weiter unterrichtete sie am Musiikkiopisto [Musikinstitut] in Riihimäki Gesang. Sie ist verheiratet mit Istvan Szrok. 1951 wurde ihr gemeinsames Kind namens Antti geboren.